# Rotkirch
Rotkirch, skrivs även von Rothkirch, är en ursprungligen tysk adelsätt. En ättegren naturaliserades 1634 i Sverige och introducerades samma år. En senare ättegren immatrikulerades i Livland, och i Finland. Och en undergren till den finska upphöjdes till friherrlig värdighet 1832.

## Personer med efternamnet Rotkirch
- Hans Rotkirch (1595–1654), ämbetsman
- Mathilda Rotkirch (1813–1842), målare